# Viburnum australe
Viburnum australe är en desmeknoppsväxtart som beskrevs av Julius Sterling Morton. Viburnum australe ingår i släktet olvonsläktet, och familjen desmeknoppsväxter. Inga underarter finns listade i Catalogue of Life.